# Ленфильм
Киносту́дия «Ленфи́льм» — старейшая кинокомпания России, её история восходит к 1918 году — времени создания Петроградского кинокомитета Наркомпроса РСФСР. За всё время студией выпущено около 1500 игровых кинофильмов.
Основная территория «Ленфильма» находится на Каменноостровском проспекте, дом 10, на Петроградской стороне Санкт-Петербурга. На территории 4 га в 10 корпусах (40 тыс. м²) расположены 5 павильонов, цех декоративно-технических сооружений, подготовки съёмок, монтажа, съёмочной техники, свето- и звукотехники, студия пластического грима, хранилище костюмов и реквизита. С 1964 по начало 2000-х годов действовал филиал в Сосновой поляне (улица Тамбасова, 5), ныне в качестве подразделения студии под посёлком Фёдоровское существует центр реквизита.

## Предыстория создания
Петроградский кинокомитет Cоюза Cеверных коммун («Киносев») учреждён 30 апреля 1918 года по примеру созданного 7 марта кинематографического отдела Моссовета (Московский кинокомитет). Его возглавил секретарь Наромпроса Д. И. Лещенко. Главными функциями новообразования первого периода были лекционная деятельность и киносеансы. Производственно-техническую базу составило национализированное имущество ликвидированного 15 апреля Скобелевского просветительного комитета. Помимо эксплуатационной базы: киноателье, кинолаборатории и прокатной конторы кинокомитет унаследовал и «людские ресурсы» киноотдела — операторы, режиссёры, технический персонал перешли на работу в «Киносев».
Кинокомитет располагался в помещении Народного комиссариата просвещения (Наркомпрос).
В том же году при Кинокомитете был организован отдел производства фильмов с отделением социальной хроники, которое возглавил Григорий Болтянский. Под его руководством велись киносъёмки главных событий в жизни Советской России. Начало также работать отделение по производству игровых фильмов. 7 ноября 1918 года в прокат вышел первый игровой агитфильм «Уплотнение», снятый по сценарию Анатолия Луначарского. С него ведётся отсчёт истории студии.
27 августа 1919 года Ленин подписал декрет о переходе всей фотографической и кинематографической промышленности в ведение Наркомпроса. К концу 1919 года вся кинопромышленность и кинопрокат стали собственностью государства. Однако вопрос о создании полноценных игровых фильмов по-прежнему не был решён. В сентябре 1920 года Петроградский кинокомитет был преобразован в Петроградский окружной фотокиноотдел (ПОФКО) с подчинением Всероссийсому фотокиноотделу (ВФКО), но с сохранением хозяйственной и производственной самостоятельности.

## История киностудии

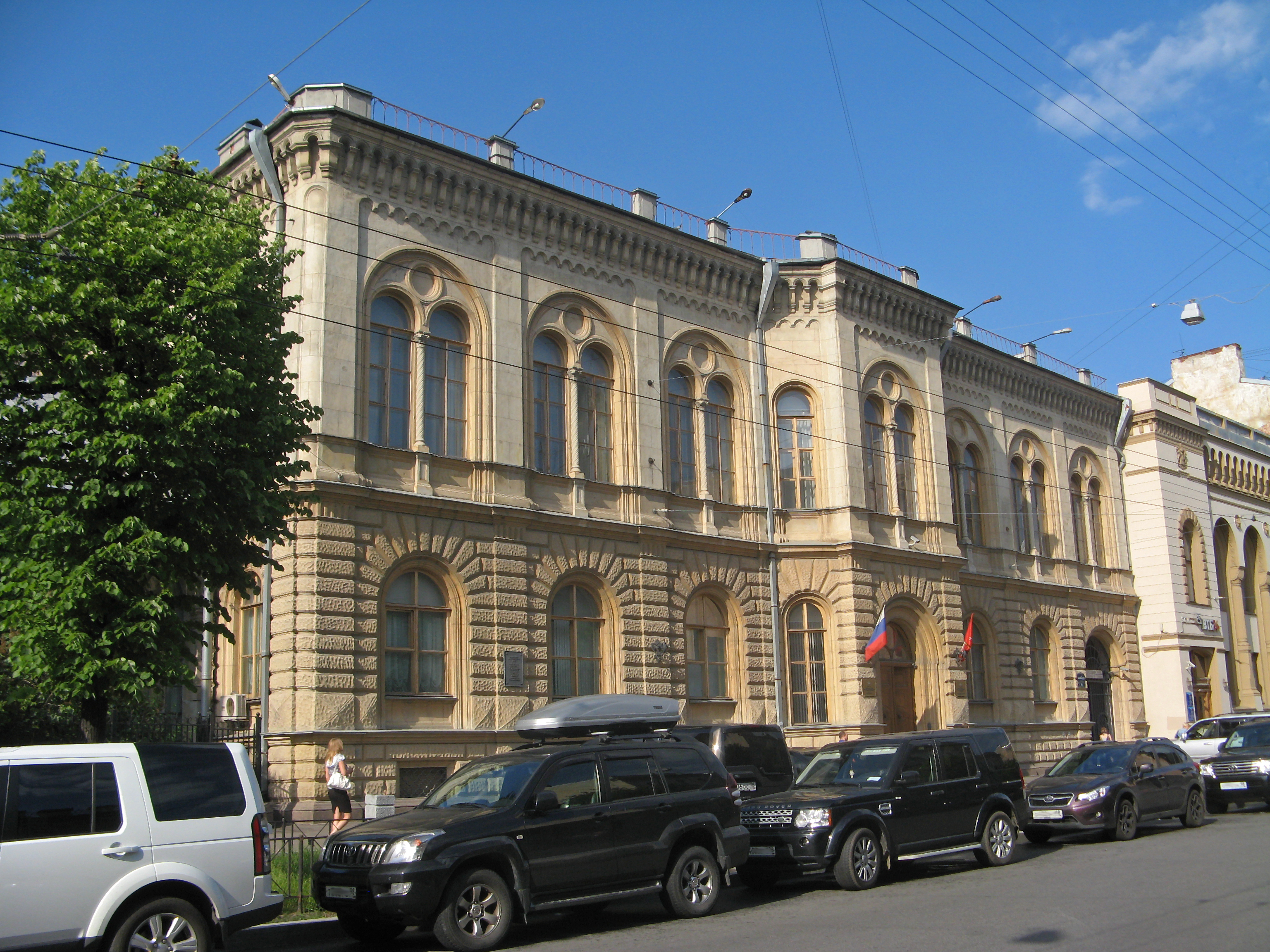
Сергиевская улица, 30

В 1922 году Петроградский окружной фотокиноотдел переехал на Сергиевскую улицу в дом 30 и был преобразован в Северо-Западное областное управление по делам фотографии и кинематографии — «Севзапкино». Одним из важнейших направлений новой организации стали попытки наладить производство собственных фильмов. Однако у неё не было помещения для съёмок. Прежнее киноателье, открывшееся после революции, из-за простоя в 1920—1921 годах пришло в негодность, а помещения «Аквариума» были арендованы бывшим владельцем, устроившим там карточный клуб. В результате новое ателье было оборудовано в соседнем доме 28 в помещении Зимнего сада, — там был снят первый фильм «Скорбь бесконечная» (1922).
Только к 1924 году студия сформировалась в единое целое — она занимала большой участок на Петроградской стороне по улице Красных Зорь, 10 (ныне — Каменноостровский проспект), включая бывший театр «Аквариум» и прилегавший к нему рынок. В специально выстроенном помещении имелись три павильона высотой 12—14 метров, приспособленных для возведения сложных декораций. В одном из павильонов (так называемый Розовый) был устроен большой бассейн, вмещавший 72000 литров. К 1929 году фабрика располагала 75 съёмочными киноаппаратами германских и французских фирм, включая один для рапид-съёмки. Половину парка осветительных прожекторов составляли отечественные. Кроме кинотехники для фабрики в Германии закупались химикаты и киноплёнка.

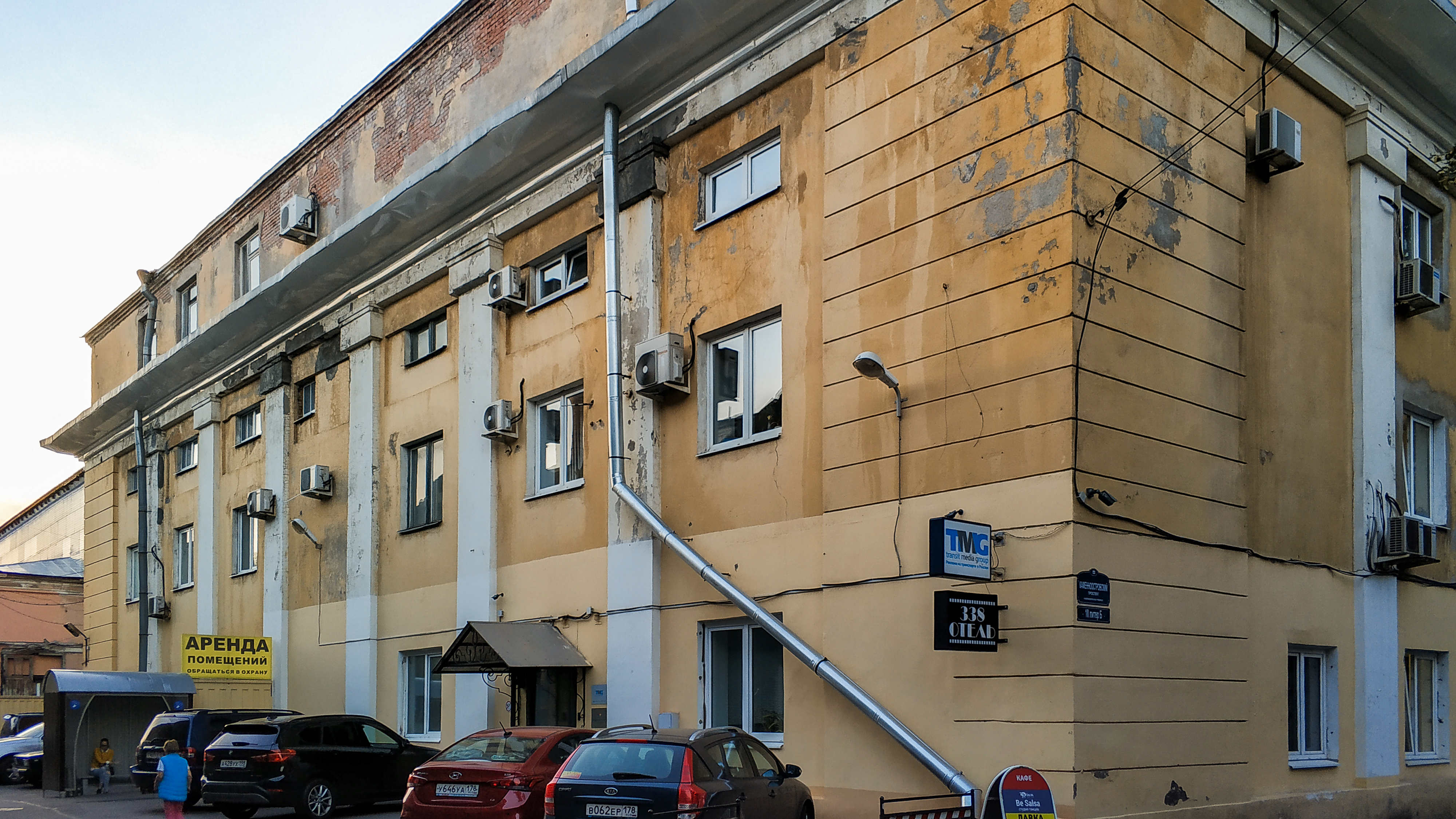
Один из павильонов «Ленфильма»
на Каменноостровском проспекте

По воспоминаниям М. З. Цейтлина, посещавшего «Севзапкино» по работе в январе 1926 года, несколько помещений студия занимала также в здании по чётной стороне Невского проспекта. В 1927—1928 годах к территории фабрики присоединены несколько соседних участков по улице Мира.
В связи с политическими и экономическими обстоятельствами кинофабрика часто меняла название:
- 1922—1925 — Фабрика «Севзапкино»
- 1925—1926 — Фабрика «Ленинградкино»
- 1926—1930 — Ленинградская фабрика «Совкино»
- 1930—1932 — Ленинградская фабрика «Союзкино»
- 1932—1933 — Ленинградская фабрика «Росфильм»
- 1933—1934 — Ленинградская фабрика «Союзфильм»
- 1934 — Ленкинокомбинат
- 1934—1935 — Ленинградская фабрика «Ленфильм»
- 1935—1936 — Ленинградская ордена Ленина кинофабрика «Ленфильм»
- 1936—1976 — Ленинградская ордена Ленина киностудия «Ленфильм»[2]
- 1976—1993 — Ленинградская ордена Ленина и ордена Трудового Красного Знамени киностудия «Ленфильм»
- 1994—1996 — Санкт-Петербургская киностудия «Ленфильм»
- 1996—2003 — Санкт-Петербургское Государственное Унитарное предприятие «Киностудия „Ленфильм“»
- 2003—2004 — ФГУП "Творческо-производственное объединение «Киностудия „Ленфильм“»
- с 2004 — Открытое акционерное общество «Киностудия „Ленфильм“»[18].

### Годы Великой Отечественной войны
Первой реакцией киностудии на войну стал выпуск короткометражных фильмов «Подруги, на фронт!» (14 июля) и «Чапаев с нами» (31 июля), в которых действовали герои полюбившихся зрителям «Фронтовых подруг» и «Чапаева». Ленфильмовцы работали также над «Боевыми киносборниками», операторы вели съёмки на фронтах и в осаждённом Ленинграде. Всего на фронтах и в блокаду погибли 359 ленфильмовцев.
17 августа 1941 года Правительственная комиссия приняла решение об эвакуации киностудии в Алма-Ату. Отправку надлежало осуществить в период с 19 по 22 августа. Однако в силу отсутствия вагонов она состоялась лишь в начале сентября. 16 ноября в Алма-Ате была образована Центральная Объединённая киностудия (ЦОКС). В её штате на этот момент числились 123 сотрудника «Ленфильма» и 212 сотрудников «Мосфильма», в конце января 1942 года — 146 сотрудников «Ленфильма» и 249 сотрудников «Мосфильма».
25 января 1944 года Совнарком СССР отдал распоряжение о восстановлении «Ленфильма». 5 марта 1944 года было принято решение ввести киностудию в число действующих предприятий, что оказалось непростой задачей. «Ленфильму» был причинён значительный урон. Кроме того, на студию по разным причинам не вернулись некоторые ленинградские режиссёры: Сергей Герасимов, Владимир Петров, Михаил Калатозов, Лео Арнштам. Возникла серьёзная проблема со сценаристами, так как война прервала связи киностудии с писателями. Эти связи предстояло заново наладить.

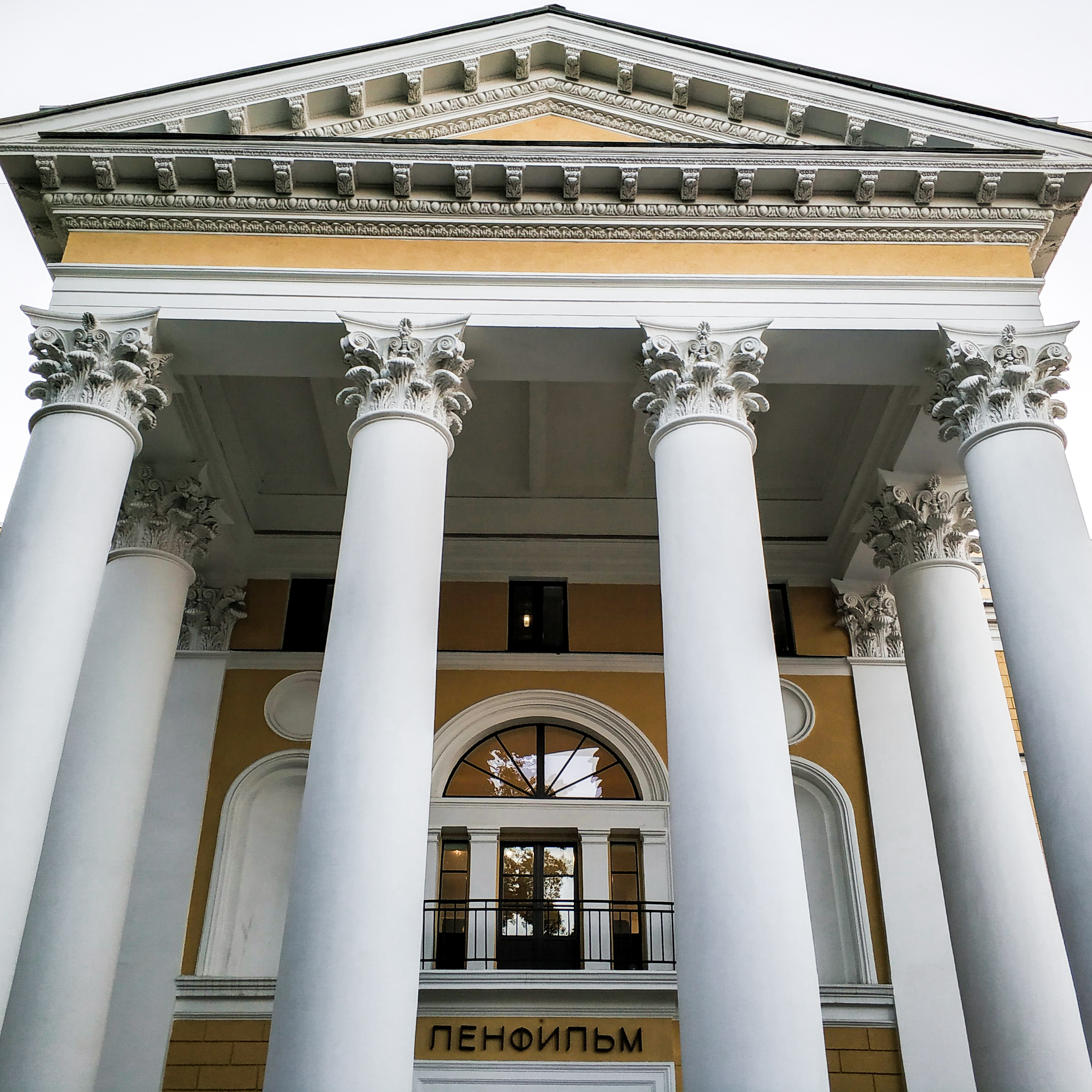
Главный фасад 1956 года

### Строительство главного здания
В 1952 году вышло постановление Правительства о реконструкции киностудий Москвы и Ленинграда. Перестройку «Ленфильма» поручили коллективу ленинградского филиала «Гипрокино», главным архитектором был назначен Георгий Петров. Он решил главный фасад в стиле неоклассицизма с порталом и треугольным фронтоном. Лицевые фасады с использованием ордерных форм оштукатурены, окрашены.
В 1964 году была разобрана «полуротонда», сохранявшаяся от парадного входа в «Аквариум», но был сохранён сквер перед главным зданием — с круглой клумбой по центру.

### Филиал в Сосновой поляне

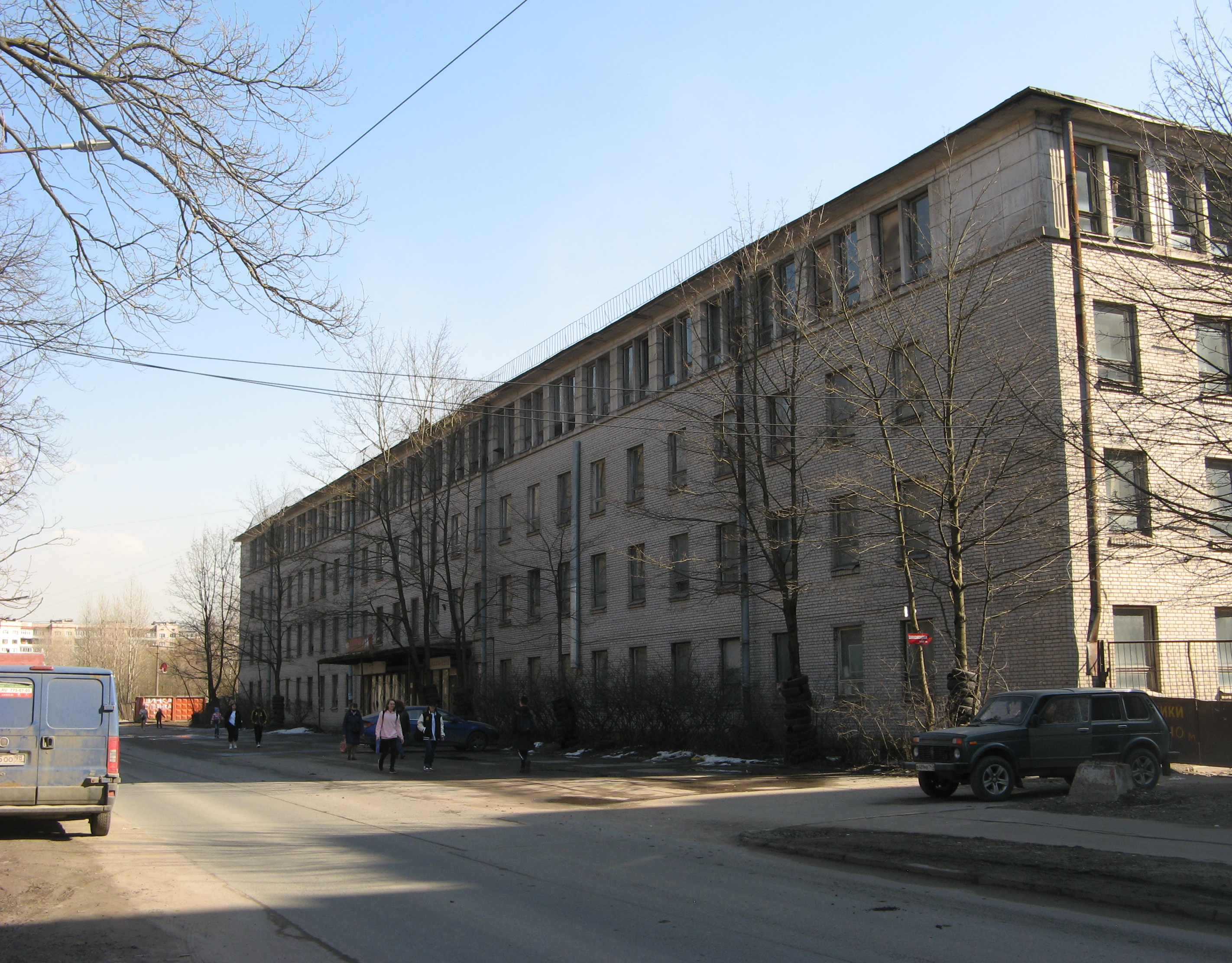
Главное здание по Новобелицкой улице, фото 2023 года

В 1964 году часть подразделений киностудии были переведены на новую территорию в Сосновую поляну (улица Тамбасова, дом 5) — там находились пять производственных корпусов с двумя съёмочными павильонами общей площадью 26,5 тысячи м², автобаза, пиротехнический цех, натурная площадка. Услугами современного на тот момент цеха обработки плёнки пользовались многие киностудии Советского Союза.
К началу 2000-х годов занимаемая площадь участка составляла 16 га. В дальнейшем часть территории была отдана в частные руки под строительство жилья. И несмотря на имевшиеся планы строительства нового павильона-трансформера и складов для хранения съёмочного реквизита, в 2014 году руководство студии инициировало перевод данного участка из общественно-деловой в зону средне- и многоэтажной жилой застройки с соответствующими поправками в Генплане. Остававшийся во владении студии участок почти в 10 га был продан в 2021 году.

## Эмблема студии
С 1966 года киностудия стала выпускать фильмы с новой с эмблемой — «Медным всадником», надписью «Ленфильм» и расходящимися прожекторными лучами.
В середине 1950-х годов газеты несколько раз объявляли конкурс на лучшую эмблему киностудии «Ленфильм». До этого в начале всех картин обычно появлялся титр: Кинокомбинат, кинофабрика «Ленфильм» и т. д. В 1960-е годы появилась заставка «Ленфильм» с буквой «Ф» в виде плёнки.
В середине 1960-х годов в студийной многотиражной газете «Кадр» был объявлен конкурс. Поступило множество предложений — Ленин на броневике, Петропавловский собор и многие другие. В итоге конкурса, проходившего в три этапа, победил проект художника киностудии «Ленфильм» Марины Бологовской. Вместе с оператором комбинированных съёмок Эдгаром Штырцкобером она приступила к созданию заставки.

Сначала скульптуру «Медного всадника» работы Этьена Фальконе снимал Эдгар Штырцкобер. Задачей Штырцкобера было найти нужный ракурс, и после долгих поисков, он его сделал. Далее будущий логотип обрабатывала Бологовская. Тогда не было компьютеров — всё ретушировали и подкрашивали вручную. Затем, уже на мультстанке, методом покадровой съёмки, раздвигая лучи, снимали кадр за кадром и, в результате, получилось плавное расхождение лучей света софитов.— Александр Поздняков, историк кино
Впервые новая экранная марка студии появилась в титрах фильма «В городе С.» Иосифа Хейфица.
В 1990-е годы логотип пересняли. За основу взяли уменьшенную скульптуру «Медного всадника», которая стояла в кабинете у директора «Ленфильма» кинорежиссёра Виктора Сергеева. Обновлённый логотип появился в титрах его фильма «Гений».
В 2015 году логотип и заставка «Ленфильма» прошли небольшой ребрендинг. Заставку сделали в формате 3D. Для этого изображение «Медного всадника» было смоделировано путём сканирования макета, предоставленного Музеем городской скульптуры Санкт-Петербурга. Новая заставка «Ленфильма» появилась в картинах «Развод по собственному желанию» Ильи Северова и «Контрибуция» Сергея Снежкина.

## Киностудия сегодня
В апреле 2001 года был подписан указ Президента РФ о приватизации киностудий, по которому «Ленфильм» надлежало выставить на продажу. В 2005 году руководство ОАО продало несколько зданий по Каменноостровскому проспекту, в том числе цех по производству декораций. Непоправимый урон нанесён также продажей «Золотой коллекции», отчисления от которой могли бы приносить студии более 120 миллионов рублей ежегодно. По результатам аудиторской проверки 2011 года студия принесла убытков на 32 миллиона рублей.
По состоянию на 2003 год цех обработки плёнки и два съёмочные павильона в Сосновой поляне были законсервированы, производством фильмов занимались три объединения: «Голос» (бывшее 1-е творческое объединение), «Бармалей» С. Снежкина и СТВ С. Сельянова.
В 2005 году руководством были проданы несколько зданий, в том числе декорационный цех.
В октябре 2012 года председателем совета директоров ОАО «Киностудия „Ленфильм“» утверждён Фёдор Бондарчук (пробыл на должности до декабря 2024 года). В состав совета директоров тогда вошли заместитель министра культуры РФ Иван Демидов, советник министра Андрей Аристархов, а также Александр Сокуров, Сергей Сельянов и Алексей Герман-младший. Главным редактором киностудии стала Светлана Кармалита.
В июне 2013 года в рамках Петербургского международного экономического форума банк ВТБ заключил с ОАО «Ленфильм» соглашение об открытии кредитной линии на сумму 1,53 млрд рублей на 10 лет. Документ был подписан первым заместителем президента — Председателем правления банка ВТБ Юрием Соловьёвым и генеральным директором ОАО «Ленфильм» Эдуардом Пичугиным.

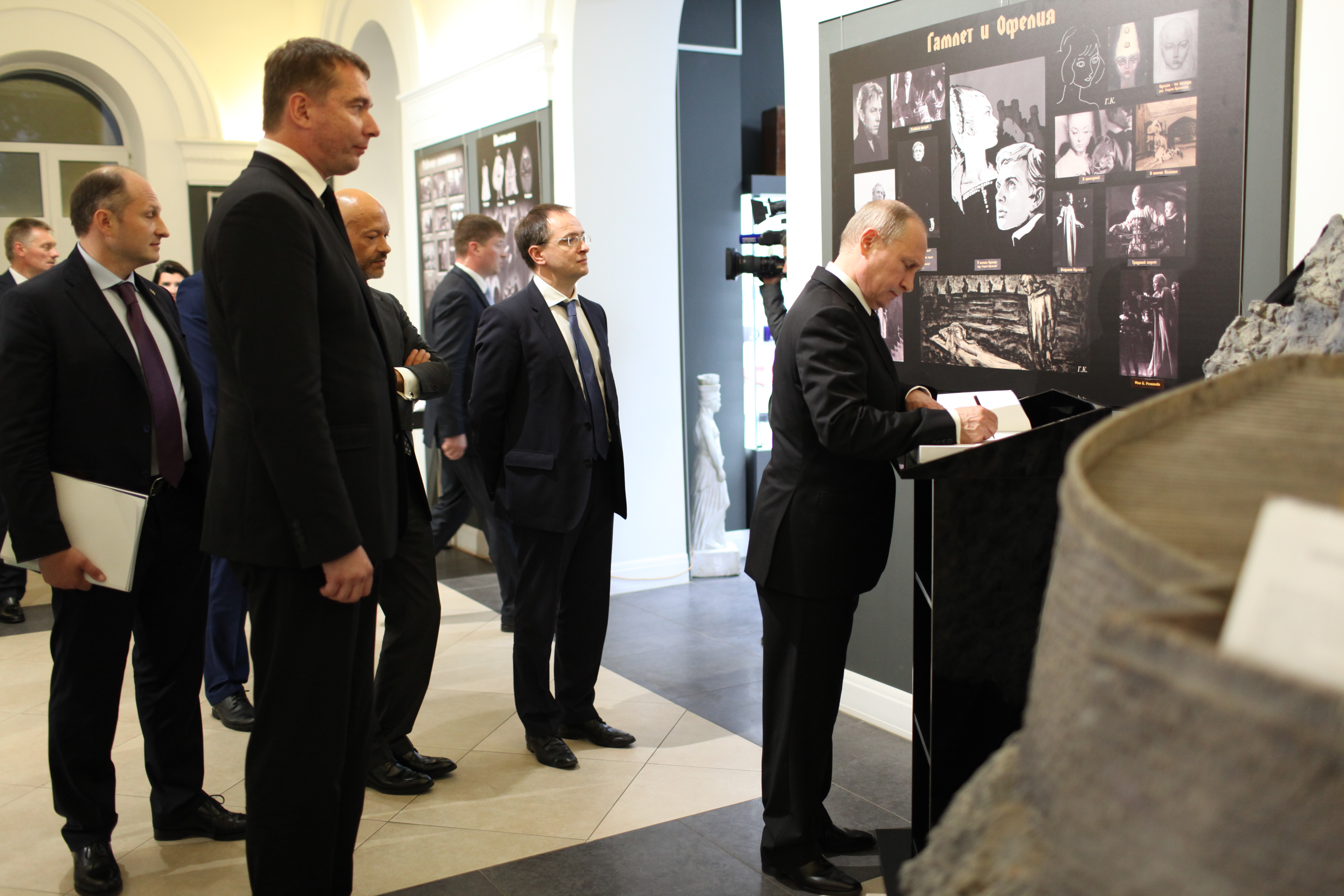
Посещение киностудии В. Путиным. 2016

Выручка киностудии за 2015 год составила 199 млн рублей. С того же года киностудия пытается продать принадлежащий ей земельный участок в Сосновой поляне площадью 97,7 тыс. м² с семью нежилыми помещениями общей площадью 17 тыс. м².
 Прошедшие в марте 2019 года очередные торги успехом не увенчались.
За 2019 год выручка составила 212,4 млн руб., чистый убыток — 232,5 млн руб. Только благодаря субсидии из федерального бюджета в 486,6 млн руб. в 2020 году студии удалось избежать дефолта по ранее выданному кредиту в 1,5 млрд руб.

## Директора студии
- 1918—1919, 1922—1923 — Дмитрий Ильич Лещенко, председатель Петроградского кинокомитета, заведующий ПОФКО, директор «Севзапкино» с 01.06.1922
- 1919—1921 — Николай Николаевич Глебов-Путиловский, председатель Петроградского кинокомитета, заведующий ПОФКО
- 1923—1924 — Лаврентий Иванович Козлов, заведующий производством «Севзапкино»[41][42]
- 1924 — Станислав Андреевич Замойский, директор производства «Севзапкино»
- 1924—1925 — Николай Иванович Фролов-Бентыш
- 1925—1926 — Абрам Еремеевич Хохловкин, директор фабрики Ленинградского отделения «Госкино»
- 1925—1926 — Константин Иванович Пронский, директор фабрики «Ленинградкино»
- 1926—1927 — Николай Александрович Ефимов[43][44]
- 1927—1931 — Натан Яковлевич Гринфельд
- 1931—1932 — Григорий Эммануилович Чудаков[45]
- 1932—1934 — Марк Павлович Шнейдерман
- 1934 — Михаил Соломонович Шостак[46]
- 1935—1936 — Израиль Григорьевич Кацнельсон[47][48]
- 1936—1937 — Яков Александрович Смирнов[49]
- 1937—1938 — Мирон Ефимович Денисяко[50]
- 1938—1940 — Николай Марианович Лотошев
- 1940—1941, 1944—1954 — Иван Андреевич Глотов
- 1955—1957 — Сергей Дмитриевич Васильев
- 1957—1961 — Георгий Николаевич Николаев
- 1961—1972 — Илья Николаевич Киселёв
- 1972—1978 — Виктор Викторович Блинов
- 1978—1981 — Виталий Петрович Провоторов
- 1981—1985 — Виталий Евгеньевич Аксёнов
- 1985—1987 — Юрий Иванович Хохлов[51]
- 1987—1996 — Александр Алексеевич Голутва[52]
- 1997—2002 — Виктор Анатольевич Сергеев
- 2003—2007 — Андрей Борисович Зерцалов[33]
- 2007—2011 — Вячеслав Николаевич Тельнов[53]
- 2011—2012 — Владимир Анатольевич Шайдаков
- 2012—2020 — Эдуард Анатольевич Пичугин
- 2020 (февраль — сентябрь) — Инесса Юрьевна Юрченко, временно исполняющая обязанности[54]
- 2020—2024 — Фёдор Николаевич Щербаков[55][56]
- 2024 (февраль — ноябрь) — Эдуард Николаевич Суворов (временно исполняющий обязанности)[57][58]
- 2024 — н. в. — Надежда Андрющенко[59]

## Фильмография
За всю историю на студии было снято около полутора тысяч фильмов, многие из которых пополнили золотой фонд мирового киноискусства. Студия получила Главный приз на I-м Московском кинофестивале (1935) ― за фильмы «Чапаев», «Юность Максима» и «Крестьяне», как «утверждающие реалистический стиль советской кинематографии и сочетающие идейную глубину, жизненную правдивость и простоту с высоким качеством режиссёрского мастерства, актёрской игры и операторской работы».
Ленты студии неоднократно участвовали и побеждали на самых престижных международных кинофестивалях: Каннском, Венецианском, Берлинском и не только, отмечались отечественными кинопремиями: «Ника», «Кинотавр», «Золотой Остап» и другими.

## Награды
- орден Ленина (1935)[2];
- орден Трудового Красного Знамени (1976)[2].